# Reicheneck
Reicheneck, Reutlingen-Reicheneck — dzielnica miasta Reutlingen w Niemczech, w kraju związkowym Badenia-Wirtembergia.